# Schutzschalter
Schutzschalter dienen in der Elektrotechnik zum selbsttätigen Abschalten von elektrischen Stromkreisen oder einzelnen Verbrauchern bei Fehlerströmen oder beim Überschreiten der zulässigen Strom- oder Spannungswerte (Überstrom, Fehlerstrom, Lichtbogen, …).

## Grundlagen
Ein Leitungsschutzschalter trennt den Stromkreis selbsttätig, sobald seine Nennstromstärke um einen bestimmten Faktor überschritten wird. Dies schützt den in der Leitung hinter diesem Schalter befindlichen Verbraucher oder die Leitung vor Beschädigung oder Zerstörung durch die thermische Wirkung des Stroms.
Damit der Schutzschalter seine Aufgabe erfüllen kann, besteht er aus mehreren Funktionsblöcken: Die Strommessung, das Kontaktsystem und die Schaltmechanik.

## Schutzschalterarten
- Für den Schutz von Leitungen, siehe Leitungsschutzschalter (LS-Schutzschalter)
- Für den Schutz von Geräten, siehe Motorschutzschalter
- Schutz vor Fehlerströme siehe Fehlerstromschutzschalter (FI-Schutzschalter), früher Schutz vor gefährlicher Berührungsspannung siehe Fehlerspannungsschutzschaltung
- Schutz vor Lichtbögen und somit Brandschutz siehe Fehlerlichtbogen-Schutzeinrichtung (AFDD-Schutzschalter)

Benannt nach der Art der Strommessung und Auslösung unterscheidet man zwischen thermischen, magnetischen oder elektronisch gesteuerte Schutzschaltern. Alle Arten weisen bestimmte Vorteile und Nachteile auf, so gibt es auch Kombinationen der Verfahren, um für die jeweilige Anwendung die besten Eigenschaften zu kombinieren (Thermomagnetische Schutzschalter und dessen Kombination dem FI-Schutzschalter oder dem AFDD-Schutzschalter).

### Thermische Auslösung
Diese besitzt einen Bimetallstreifen oder eine konkave Bimetallscheibe, die vom Strom durchflossen wird. Das Bimetall erwärmt sich abhängig von der Stromstärke. Dadurch krümmt sich das Bimetall und löst die Schaltmechanik gegen den Druck einer Feder aus – der Stromkreis wird getrennt.

### Magnetische Auslösung
Hier fließt der Strom durch eine Spule (Elektrotechnik), die abhängig von der Stärke des Stroms, der in ihr fließt, ein Magnetfeld erzeugt. Sobald dieses Magnetfeld eine bestimmte Stärke erreicht, wird die Schaltmechanik ausgelöst und der Stromfluss unterbrochen.
Damit der Schutzschalter nicht bei kurzzeitigen Anlaufströmen wie bei Motoren oder Transformatoren abschaltet, gibt es ein hydraulisches Element in der Spule. Dies verursacht je nach Viskosität des Öles eine kurze oder lange Verzögerung, von Bruchteilen einer Sekunde bis zu einigen Minuten. Beim Kurzschluss, z. B. 10-facher Nennstrom, hat dies jedoch keine Verzögerung zur Folge: Das Magnetfeld der Spule ist stark genug, um den Schutzschalter sofort auszulösen und den Strom zu unterbrechen.
Dieses Prinzip heißt hydraulisch-magnetisch.
Der Fehlerstromschutzschalter nutzt ebenfalls eine magnetische Auslösung.

### Elektronisch gesteuerte Auslösung
Die elektronisch gesteuerte Auslösung wird für die intelligente Erkennung von Lichtbögen oder andere komplexe Arten der Fehlerströme eingesetzt. Elektronische Auslöser messen mit Stromwandlern den Strom jedes Außenleiters und ahmen das verhalten eines Thermischen Motorschutzschalters nach.